# Klingenthal
Klingenthal je velké okresní město v německé spolkové zemi Sasko. Nachází se v zemském okrese Fojtsko a má přibližně 7 700 obyvatel. Leží u hranic s Českou republikou, v sousedství města Kraslice.

## Historie
Klingenthal je znám především pro svou historickou výrobu hudebních nástrojů, a také jako centrum zimních sportů. Nachází se zde známý skokanský můstek Vogtlandarena.
V srpnu 2019 získal Klingenthal status velké okresní město.

## Geografie

### Nejvyšší kopce v okolí
- Kiel (942 m)
- Kamenáč (něm. Aschberg, 936 m)
- Schneckenstein (883 m)
- Schwarzberg (802 m)
- Olověný vrch (něm. Bleiberg, 802 m)

## Správní členění
Klingenthal se dělí na 3 místní části:
- Klingenthal
- Mühlleithen
- Zwotta

## Doprava
Městem prochází železniční trať Sokolov–Zwotental, na které se nachází zastávka Klingenthal.

## Partnerská města
- Kraslice, Česko
- Neuenrade, Německo
- Castelfidardo, Itálie